# Бельваль-Буа-де-Дам
Бельва́ль-Буа́-де-Дам (фр. Belval-Bois-des-Dames) — коммуна во Франции, находится в регионе Шампань — Арденны. Департамент коммуны — Арденны. Входит в состав кантона Бюзанси. Округ коммуны — Вузье.
Код INSEE коммуны — 08059.
Коммуна расположена приблизительно в 210 км к востоку от Парижа, в 75 км северо-восточнее Шалон-ан-Шампани, в 45 км к юго-востоку от Шарлевиль-Мезьера.

## Население
Население коммуны на 2008 год составляло 40 человек.
| 1962 | 1968 | 1975 | 1982 | 1990 | 1999 | 2008 |
| ---- | ---- | ---- | ---- | ---- | ---- | ---- |
| 71   | 59   | 59   | 47   | 39   | 51   | 40   |

## Экономика
В 2007 году среди 32 человек в трудоспособном возрасте (15—64 лет) 25 были экономически активными, 7 — неактивными (показатель активности — 78,1 %, в 1999 году было 71,4 %). Из 25 активных работали 23 человека (13 мужчин и 10 женщин), безработными были 2 женщины. Среди 7 неактивных 3 человека были учениками или студентами, 2 — пенсионерами, 2 были неактивными по другим причинам.

## Достопримечательности
- Монастырь Бельваль-Буа-де-Дам[фр.]. Исторический памятник с 1991 года.[3]

## Фотогалерея

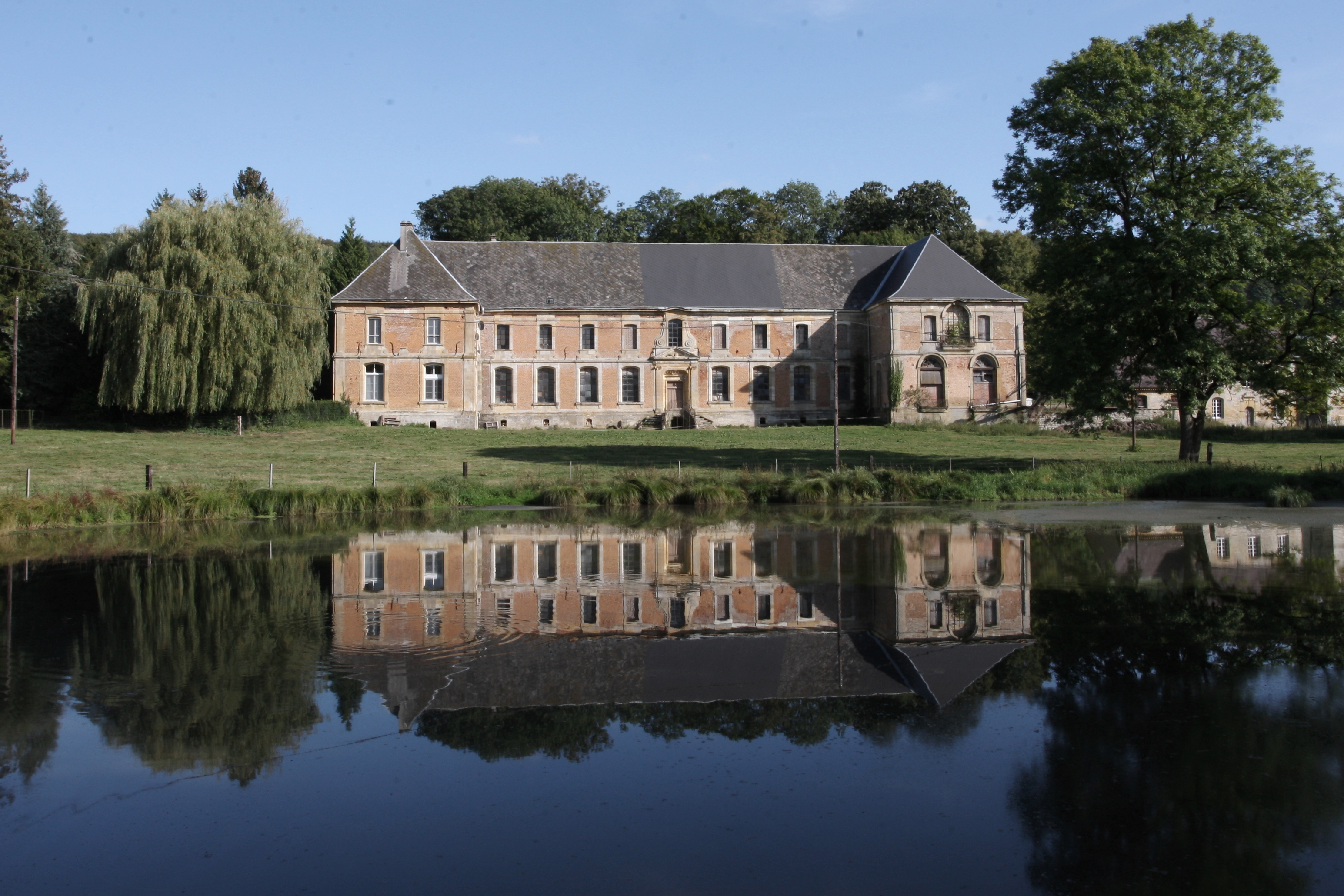
Монастырь
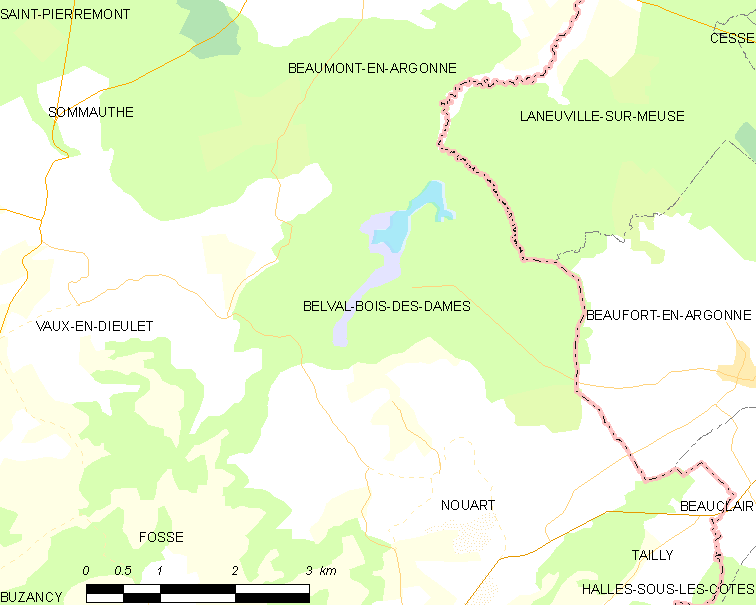
Карта коммуны